# Этрель-сюр-Об
Этре́ль-сюр-Об (фр. Étrelles-sur-Aube) — коммуна во Франции, находится в регионе Шампань — Арденны. Департамент — Об. Входит в состав кантона Мери-сюр-Сен. Округ коммуны — Ножан-сюр-Сен.
Код INSEE коммуны — 10144.
Коммуна расположена приблизительно в 120 км к востоку от Парижа, в 60 км юго-западнее Шалон-ан-Шампани, в 33 км к северо-западу от Труа.

## Население
Население коммуны на 2008 год составляло 132 человека.
| 1962 | 1968 | 1975 | 1982 | 1990 | 1999 | 2008 |
| ---- | ---- | ---- | ---- | ---- | ---- | ---- |
| 118  | 140  | 127  | 147  | 132  | 125  | 132  |

## Экономика

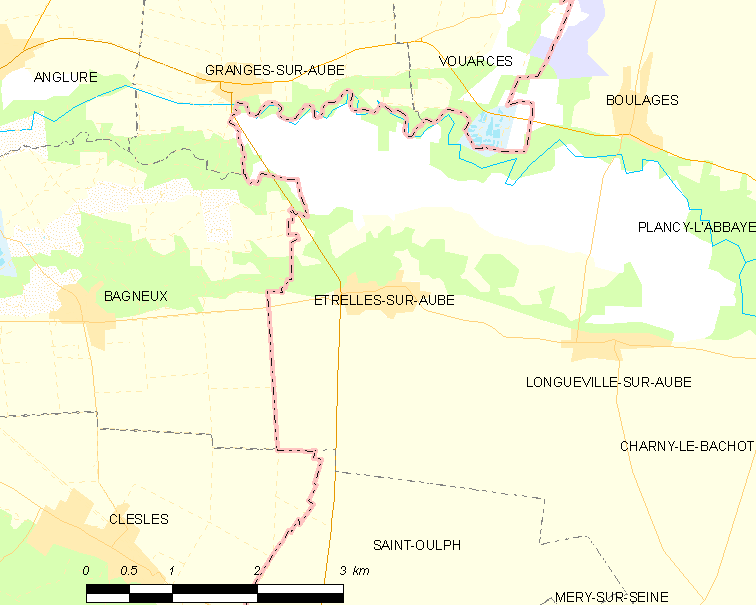
Карта коммуны

В 2007 году среди 89 человек в трудоспособном возрасте (15—64 лет) 68 были экономически активными, 21 — неактивными (показатель активности — 76,4 %, в 1999 году было 77,6 %). Из 68 активных работали 63 человека (36 мужчин и 27 женщин), безработных было 5 (2 мужчины и 3 женщины). Среди 21 неактивных 9 человек были учениками или студентами, 6 — пенсионерами, 6 были неактивными по другим причинам.